# Antoni Kazimierz Oppenheim
Antoni Kazimierz Oppenheim (* 11. August 1915 in Warschau; † 12. Januar 2008 in Kensington, Kalifornien) war ein polnisch-amerikanischer Luftfahrtingenieur und Professor für Maschinenbau an der University of California, Berkeley.

## Leben
Nach Ende seiner Schulzeit begann Oppenheim 1933 ein Studium der Luftfahrttechnik an der Technischen Universität Warschau. Nach Beginn des Zweiten Weltkrieges floh er über verschiedene Länder nach Großbritannien, wo er 1940 in die Polnische Exilarmee eintrat. 1942 setzte er sein Studium in London fort. 1945 konnte er das Studium mit Abschlüssen an der Technischen Universität Warschau sowie an der University of London und am Imperial College beenden. Er beschäftigte sich in den letzten Kriegs- und in der ersten Nachkriegsjahren speziell mit der Verbesserung der Leistung von Kolbenmotoren und den Detonations- und Verbrennungsprozessen in Gasturbinen. 1948 verließ er Großbritannien und ging an die Stanford University, wo er Assistant Professor für Maschinenbautechnik war. 1950 ging er an die University of California in Berkeley, wo er 1958 ordentlicher Professor wurde.
Oppenheim leistete wichtige Beiträge sowohl zum theoretischen Verständnis von Detonations- und Verbrennungsprozessen, als auch zu deren experimentellen Analysen. Er war Ehrendoktor mehrerer Hochschulen und Fellow der American Society of Mechanical Engineers.
Seit 1978 war er Mitglied der National Academy of Engineering. Der Polnischen Akademie der Wissenschaften gehörte er als auswärtiges Mitglied an.